# 사곡초등학교 작승분교
사곡초등학교 작승분교는 대한민국 경상북도 의성군 사곡면 작승리에 있었던 초등학교 분교이다.

## 연혁
- 1949년 3월 1일 사곡국민학교 작승분교 설립 인가
- 1949년 9월 1일 작승분교장 개교
- 1951년 9월 1일 작승국민학교 승격 분리
- 1982년 3월 1일 병설유치원 개원
- 1996년 3월 1일 작승초등학교 개편
- 1999년 9월 1일 사곡초등학교 분교장 격하 편입
- 2000년 3월 1일 폐교 및 의성남부초등학교 통폐합